# Minimalismo digital (Cal Newport)
Minimalismo Digital: En defensa de la atención en un mundo ruidoso (en inglés: Digital Minimalism: Choosing a Focused Life in a Noisy World) es un libro escrito por Cal Newport y publicado en inglés por Porfolio (Penguin Random House) el 5 de febrero de 2019. El libro presenta argumentos a favor de la reducción del uso de redes sociales y dispositivos electrónicos en nuestro día a día. Para lograr esto, el libro presenta varios consejos para lograr esto, como apagar las notificaciones no esenciales y buscar métodos más cocientes y prácticos para el uso de estos dispositivos.

## Contexto
Calvin C. Newport es un profesor asociado del departamento de Informática de la Universidad de Georgetown. Recibió un  doctorado en el Instituto de Tecnología de Massachusetts. Su trabajo se enfoca en algoritmos y sistemas distribuidos. Es el autor de otros cinco libros de autoayuda y un blog sobre como triunfar en el ambiente universitario y laboral llamado Study Hacks.
Cal escribe el libro como respuesta a la evidencia de que las propiedades adictivas y distractoras de nuestros dispositivos electrónicos y las redes sociales no son un accidente, sino el producto de un diseño meticuloso de sistemas de retroalimentación para dominar la atención de los usuarios. Newport argumenta que el recurso principal en el ambiente de trabajo moderno es el cerebro humano y la capacidad de crear valor por medio de la atención sostenida. Esto le lleva a proponer el minimalismo digital para contrarrestar nuestra sobre carga de información actual, para estar libres de distracciones mientras se trabaja.

## Argumento
El libro argumenta que hay un movimiento silencioso ocurriendo en nuestra sociedad. Este consta de gente que puede tener largas conversaciones, hacer proyectos, leer y salir a caminar sin mirar su celular; ellos pueden salir a disfrutar con su familia y amigos sin la necesidad de documentarlo todos por medio de su teléfono. Este tipo de personas pueden estar informadas de las noticias sin necesidad de sobrecargarse de información y no tienen el temor de perderse algo (Síndrome FOMO) porque saben que cosas les traen verdadera satisfacción y significado a su vida.
El autor denomina a este movimiento silencioso como el minimalismo digital, y muestra la necesidad que hay en nuestra cultura saturada de tecnologías digitales para adoptar este movimiento. El identifica y analiza diferentes prácticas de los minimalistas digitales para generar una contextualización e identificar sus ideas básicas. Posteriormente en el libro, Newport expone estrategias para integrar el minimalismo digital en el día a día. Según el autor la tecnología no es intrínsecamente buena, tampoco es mala, depende de como la usemos para potenciar nuestras metas y valores, en vez de dejar que ella nos use a nosotros.

### Prácticas del minimalismo digital:[5]
- Pasar tiempo a solas, como forma de introspección.
- No interactuar con los botones de "me gusta".
- Retomar momentos para el ocio.
- Hacer resistencia a las economías de atención (economía de la atención).

## Recepción crítica
El libro ha recibido muchas buenas críticas en la prensa norteamericana, catalogado como éxito de ventas por The New York Times, Wall Street Journal, USA Today y Publishers weekly. También fue escogido como uno de los mejores libros del 2019 por Amazon. The Washington Post lo eligió como uno de los diez mejores libros sobre liderazgo en 2019. Pese a esto, también hay una crítica de The New Yorker, escrita por Jia Tolentino tomando como ejemplo a la artista Jenny Odell, argumenta que Newport no hace lo suficiente por cuestionar la misma idea de productividad a la que apunta su libro, según escribe Odell «la vida es más que un instrumento, por ello no se puede optimizar».
Taylor Fayle, de The Los Angeles Review of Books, recalcó la importancia de tener en cuenta esta filosofía del uso de la tecnología, en nuestra sociedad. De esta forma se le da la vuelta a la mentalidad de usar aplicaciones para todos los problemas, por minúsculos que sean, y generar soluciones y tomar decisiones desde el yo encarnado de como y para que usar la tecnología. Kathleen Davis, de Fast Company, elogió al autor, diciendo que había encontrado la forma de balancear el uso de los dispositivos móviles con la sanidad mental, haciendo actividades que nos traigan felicidad y aporten valor a nuestras vidas. Clay Skipper de GQ puntualizó que frente a todas las soluciones antitecnológicas, el minimalismo digital es una propuesta de más accesibilidad. Esto se debe a que la tecnología que hay en estos dispositivos puede llegar a ser útil y muy importante, pero la forma de utilizarlos es el factor que define su función y utilidad.